# Kłęby (przystanek kolejowy)
Kłęby – zlikwidowany przystanek gryfickiej kolei wąskotorowej w Kłębach, w województwie zachodniopomorskim, w Polsce.